# Cuernavaca
Cuernavaca (Nahuatl: Cuauhnāhuac, „bei den Bäumen“) ist die Hauptstadt des Bundesstaates Morelos und des Municipio Cuernavaca in Mexiko. Sie hat 378.476 Einwohner (Stand 2020). Die Stadt wird nach Alexander von Humboldt auch die „Stadt des ewigen Frühlings“ genannt. Der Grund ist das warme und milde Klima (Durchschnittstemperatur 23 °C), bedingt durch die Lage (circa 1500 Meter über dem Meer) im mexikanischen Hochland, eingeschlossen im Norden von Bergzügen mit über 3000 Metern über dem Meer (bewaldet mit Eichen, Kiefern und Tannen), im Osten von den Ausläufern des Tepozteco mit ca. 2000 Metern über dem Meer, im Süden von den Gebirgen um Taxco de Alarcón im mexikanischen Staat Guerrero und im Westen von den Trockenwäldern oberhalb der Täler von Chalma im Bundesstaat México. Die Stadt selbst weist Höhenunterschiede von mehr als 400 m auf und ist im Zentrum und im Norden eine typische Bergstadt mit Straßenzügen, die den „Barrancas“ (in der Regenzeit mit Wildwassern gefüllte Schluchten) folgen. Nur wenige Brücken verbinden die einzelnen Stadtteile. Diese Schluchten selbst sind eine der Touristenattraktionen, besonders jene, die während des ganzen Jahres Wasser führen und dabei Wasserfälle in den Außenbezirken der Stadt von mehr als 30 m Höhe produzieren (z. B. El Salto de San Antón).
Von Mexiko-Stadt sind es rund 85 Kilometer nach Süden bis nach Cuernavaca. Es verkehren klimatisierte Autobusse in fast stündlichem Takt. In der Stadt selbst verkehren „Rutas“, kleine Busse, auf festgelegten Routen.
Cuernavaca ist noch heute ein beliebtes Wochenenddomizil. Viele Mexikaner haben dort wegen des Klimas ihre Zweitwohnung und so findet man schöne Villen oder Haciendas mit großen Gärten, oft von hohen Mauern umgeben. Manche dieser Häuser sind heutzutage Hotels, Restaurants oder Bars. Das bekannteste ist das Restaurant Las Mañanitas. Schon Hernán Cortés und Kaiser Maximilian und seine Frau Charlotte verbrachten in Cuernavaca die Sommermonate. Auch bei Amerikanern und Deutschen ist der Ort beliebt, um die Wintermonate zu verbringen.
Zu den nennenswerten internationalen Einrichtungen gehört unter anderem Our Cabaña in der Nähe Cuernavacas, eines der vier Weltzentren der World Association of Girl Guides and Girl Scouts (Pfadfinderinnenzentrum). Außerdem sind in Cuernavaca viele Sprachschulen für Spanisch ansässig.

## Geschichte
Als die spanischen Konquistadoren 1519 ins Land kamen, stand Cuernavaca an der Seite der Azteken. Erst als Hernán Cortés die Stadt 1521 bei seinem Kriegszug um den Texcoco-See besiegte, wechselte sie die Seite und kämpfte für den Rest des Krieges gemeinsam mit den Spaniern gegen die Azteken.
Schon seit 1891 ist es Sitz eines Römisch-katholischen Bistums.

## Wirtschaft
Der japanische Automobilhersteller Nissan betreibt seit 1966 sein Civac-Werk in Cuernavaca. Es ist das erste Werk des Herstellers außerhalb Japans.

## Kultur und Sehenswürdigkeiten

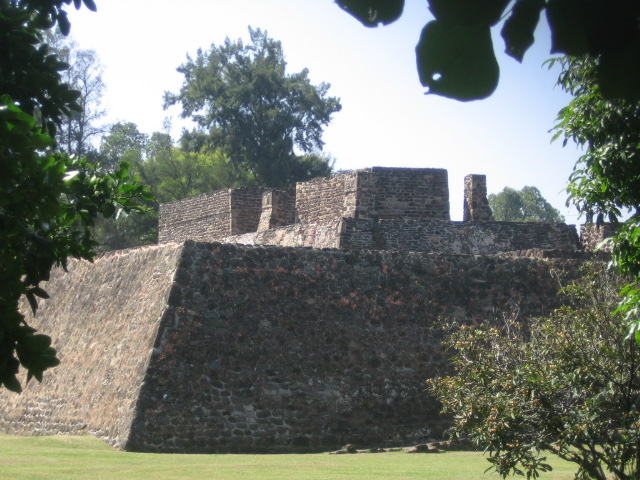
Pyramide Teopanzolco in Cuernavaca

- Der Palacio Cortés ist die im Jahr 1535 fertiggestellte Residenz von Hernán Cortés; heute beherbergt er ein Museum zur Geschichte des Bundesstaats Morelos mit Wandbildern von Diego Rivera.
- Die archäologische Stätte Teopanzolco wurde von den Mexicas gebaut; hier befindet sich eine Tempelpyramide, die eine Kopie des Templo Mayor (Großen Tempels) in Tenochtitlan sein könnte.
- Der Jardín Borda ist ein botanischer Garten, in welchem die ersten Mangobäume Amerikas gepflanzt wurden. Er enthält eine Villa, in der einst Kaiser Maximilian große Empfänge gab, und wo auch Porfirio Díaz und Diego Rivera gewohnt haben. Heute befindet sich dort ein Kulturzentrum.
- Die Kathedrale (Catedral de la Asunción de María) ist eine der ältesten Kirchen Mexikos und UNESCO-Weltkulturerbe

Umgebung
- Ocotepec im Norden von Cuernavaca. Vor allem am "Dia de los muertos" Tag der Toten am 1. November kann man nachts die festlich geschmückten Gabentische in den Häusern der Einwohner betrachten.
- Wasserfall San Antón

Kunstliebhaber kommen hier auch auf ihre Kosten. Unter anderem gibt es:
- Das Museum Casa Robert Brady, die Kunstgalerie des verstorbenen Kunstsammlers Robert Brady, beherbergt ca. 1300 Werke aus aller Welt (Rufino Tamayo, Frida Kahlo, Miguel Covarrubias, Maurice Prendergast, Marsden Hartley, Graham Sutherland u. a.)
- Die Werkstatt von Alfaro Siqueiros (Taller de Siqueiros)

### Kultur
Von 1966 bis 1976 befand sich in Cuernavaca das von Ivan Illich gegründete Centro Intercultural de Documentación (CIDOC).

## Kunsthandwerk
In Cuernavaca werden viele Keramikwaren hergestellt, vor allem in dem Stadtteil Colonia 3 de Mayo, wo sich ein Geschäft neben das andere reiht. In der Innenstadt gibt es neben dem Palacio de Cortés einen Handwerkermarkt, auf dem Souvenirs wie Keramikwaren, Kleidung, Taschen und Schmuck verkauft werden.

## Partnerstädte
- Minō, Japan
- Tarragona, Spanien
- Minneapolis, Minnesota
- Laredo, Texas
- Tagaytay, Philippinen
- Acapulco, Mexiko

## Söhne und Töchter der Stadt
- Martín Cortés (1532–1589), Sohn des spanischen Eroberers Hernán Cortés
- Emile Kuri (1907–2000), Szenenbildner
- Eduardo Garduño (* 1928), Fußballspieler
- Ricardo López (* 1966), Boxer
- Gerardo Galindo (* 1978), Fußballspieler
- Pamela Tajonar (* 1984), Fußballtorhüterin
- Lucero Cuevas (* 1996), Fußballspielerin

## Sonstiges
Der im Jahr 1947 erschienene Roman Unter dem Vulkan von Malcolm Lowry spielt in einer fiktiven zentralmexikanischen Stadt namens „Quauhnáhuac“, dem antiken Name Cuernavacas entsprechend.